# Gerardus van der Leeuw
Gerardus van der Leeuw (L'Aia, 18 marzo 1890 – Utrecht, 18 novembre 1950) è stato uno storico delle religioni, egittologo e teologo olandese.

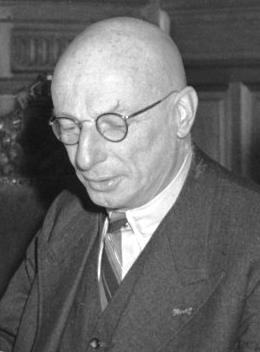
Gerardus van der Leeuw, 1945

È autore della Phanomenologie der Religion, (1933, Fenomenologia della religione), manifesto della fenomenologia religiosa.

## Biografia
Cresciuto al L'Aia  Gerardus van der Leeuw studiò, dal 1908 al 1913, teologia e storia delle religioni all'Università di Leiden divenendo allievo di William Brede Kristensen (1867-1953) e approfondendo la religione degli antichi egizi.
Si recò quindi, nel 1913, in Germania dove perfezionò gli studi prima a Berlino con Johann Peter Adolf Erman (1854-1937) e Kurt Sethe (1869-1934), poi a Gottinga con Wilhelm Bousset (1865-1920); conseguendo infine il dottorato, nel 1916, a Leida.
Fu pastore della Chiesa riformata olandese e professore, dal 1918 fino alla scomparsa avvenuta nel 1950, di storia delle religioni, teologia e religione egizia all'Università di Groningen.
Fu anche, nel biennio 1945-1946, ministro, laburista, dell'"Istruzione, delle scienze e delle arti" del governo olandese.
Oltre alla sua opera principale, Phanomenologie der Religion, van der Leeuw è stato anche autore di opere teologiche sui sacramenti e sulla cultura egizia.

## Pensiero
L'opera di Gerardus van der Leeuw mosse lungo la via degli studi sulle religioni aperta da altri due studiosi olandesi di fama internazionale: Cornelis Petrus Tiele (1830-1902) e Pierre Daniël Chantepie de la Saussaye (1848-1920). Se Tiele fu tra i primi studiosi a ritenere che l'esperienza religiosa dovesse essere correlata alla natura psicologica dell'uomo piuttosto che ai processi storici, Chantepie de la Saussaye evidenziò come la stessa comparazione tra le religioni nel loro divenire storico facesse emergere dei dati strutturali comuni quali i miti, i riti e le credenze.
Interessato agli studi di Rudolf Otto (1869-1937) e a quelli di Nathan Söderblom (1866-1931), come questi autori anche van der Leeuw analizzò il problema della religione secondo il vissuto dell'esperienza religiosa. In questo van der Leeuw seguì l'approccio anche di altri intellettuali a lui contemporanei, ad esempio di Edmund Husserl (1859-1938), da cui ereditò due concetti: l'epoché, ovvero la sospensione del giudizio sul fenomeno osservato, e la comprensione "eidetica", per cogliere, del fenomeno osservato, gli elementi fondamentali. Allo stesso modo van der Leeuw fu debitore della Psicologia della Gestalt tedesca a cui deve la matrice interpretativa, "insiemistica", nella sua indagine del vissuto religioso. Ultimo elemento che van deer Leeuw mise a fondamento della Fenomenologia della religione fu l'ermeneutica, ovvero la necessità di "comprendere" (Verstehen) dal suo interno il fenomeno e il vissuto religioso piuttosto che spiegarlo causalmente (Erklären) come produzione di processi storici, seguendo in questo le orme dei pensatori critici del Positivismo come Wilhelm Dilthey  (1833-1911) .
Nella Phänomenologie der Religion, van der Leeuw descrisse la religione come una "potenza" in divenire, ovvero alla ricerca del suo compimento. A partire dall'"oggetto", sia per mezzo del mana e del tabù la religione si manifesta come "potenza" in virtù del sentimento di timore che ingenera l'"oggetto", sia questi rappresentato da una pietra, dal capo tribù, da un albero o dal fuoco. Questa "potenza" dell'"oggetto" è tale perché trasmette enigmi sul destino. Successivamente la religione si evolve grazie all'enigma della morte e, dall'"oggetto", passa al "soggetto": valorizzando e intervenendo sulla vita e sui suoi aspetti sociali, la religione viene per questo interiorizzata. La terza ed ultima fase di questo processo evolutivo della religione si manifesta nell'unità e nella totalità che van der Leeuw esprime attraverso il concetto di "anima" (fundus animae) che è portatrice dello stesso sacro e dove l'oggetto e il soggetto trovano la loro sintesi, rappresentando sia l'"interiore" che "l'esteriore" ovvero il superamento della dualità.
(Gerardus van der Leuuw. Fenomenologia della religione. Torino, Boringhieri, 2007 pag.241)

## Opere
- Inleiding tot de godsdienst-geschiedenis, 1924. (Introduzione alla storia della religione).
- Phänomenologie der Religion, 1933. Traduzione italiana: Gerardus van der Leeuw. Fenomenologia della religione. Torino, Boringhieri, 1960 (ristampa 2017).[4]
- Inleiding tot de phaenomenologie van den godsdienst, 1948. (Introduzione alla fenomenologia della religione).